# 等候室

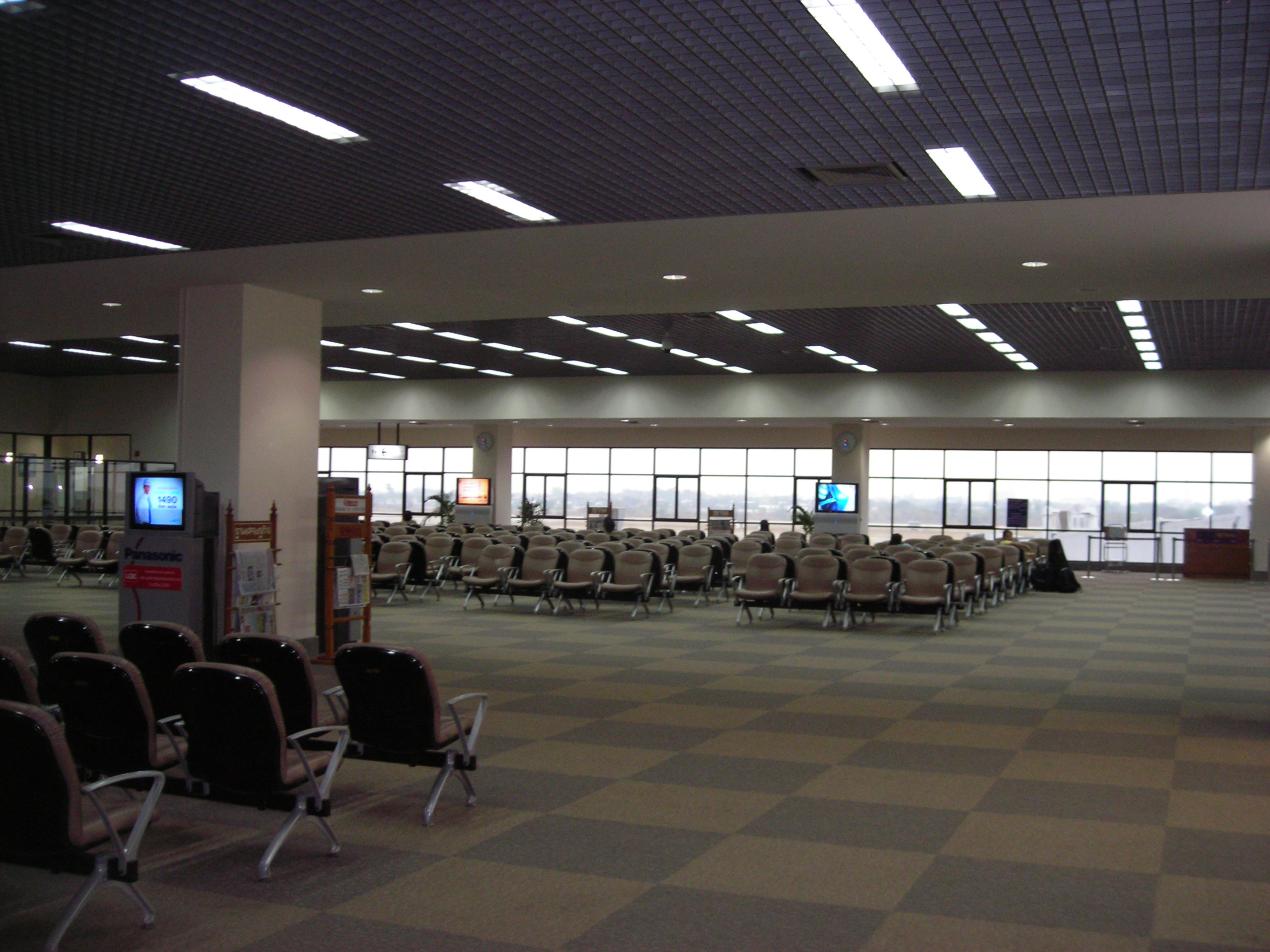
泰国乌隆他尼国际机场的候车室

等候室，在交通領域又稱候车室、候车厅、候車大廳，是一个建筑物，或更常见的是一个建筑物的一部分或一个房间，人们在那里一般坐着或站着等著辦事（如看病、吃飯、辦理業務），在交通領域則是等待車輛、火車、飛機、輪船的到來以及發車。